# Spice SE87C
Chronologie des modèles
Spice SE86C Spice SE88C
La Spice SE87C est une voiture de sport-prototype, préparée par Spice Engineering pour la saison 1987.

## Écurie
- GP Motorsport
- Miroslav Jonak
- Spice Engineering

## Résultats sportifs

### 1987
La Spice SE87C est engagée par l'écurie Spice Engineering dans quelques manches du championnat du monde des voitures de sport ainsi que dans le championnat allemand Interserie.
En fin de saison, l'écurie GP Motorsport prend possession de la voiture et participe a quelques courses en Afrique du Sud.

### 1988
La Spice SE87C est de nouveau engagée par l'écurie GP Motorsport dans le championnat du monde des voitures de sport. Elle rencontre de nombreux problèmes de fiabilité et abandonne à sept reprises sur les 11 manches constituant le championnat. La meilleure performance de la voiture est une sixième place aux mains de Costas Los et Wayne Taylor lors des 1 000 kilomètres de Brands Hatch.
Comme lors de la saison précédente, elle finit l'année en participant à une course hors championnat en Afrique du Sud.

### 1989
Comme lors de la saison précédente, la Spice SE87C est engagée par l'écurie GP Motorsport dans le championnat du monde des voitures de sport ainsi que dans des manches du championnat allemand Interserie. Le format des manches du championnat du monde des voitures de sport a évolué pour devenir des courses de 480 km au lieu de 1 000 kilomètres précédemment. Dans ce contexte, la voiture voit le drapeau à damier plus fréquemment que lors des saisons précédentes mais la meilleure performance de la voiture est une dix-septième place lors des 480 kilomètres de Brands Hatch aux mains de Dudley Wood et de Philippe de Henning. Pour les 24 Heures du Mans, course hors championnat cette année la, elle finit en dix-septième position au classement général.

### 1990
Pour cette nouvelle saison, l'activité de la Spice SE87C est restreinte par rapport aux années précédente. Dans championnat du monde des voitures de sport, elle ne participe qu'à la manche de Silverstone, qu'elle ne put finir pour cause d'abandon. Elle prend part également aux 24 Heures du Mans, course hors championnat de nouveau cette année là, qu'elle finit en vingt-septième position.

### 1993
Après quelques années d'inactivité, la Spice SE87C est engagée par l'écurie canadienne Miroslav Jonak en championnat IMSA.